# Museu Canadense do Voo

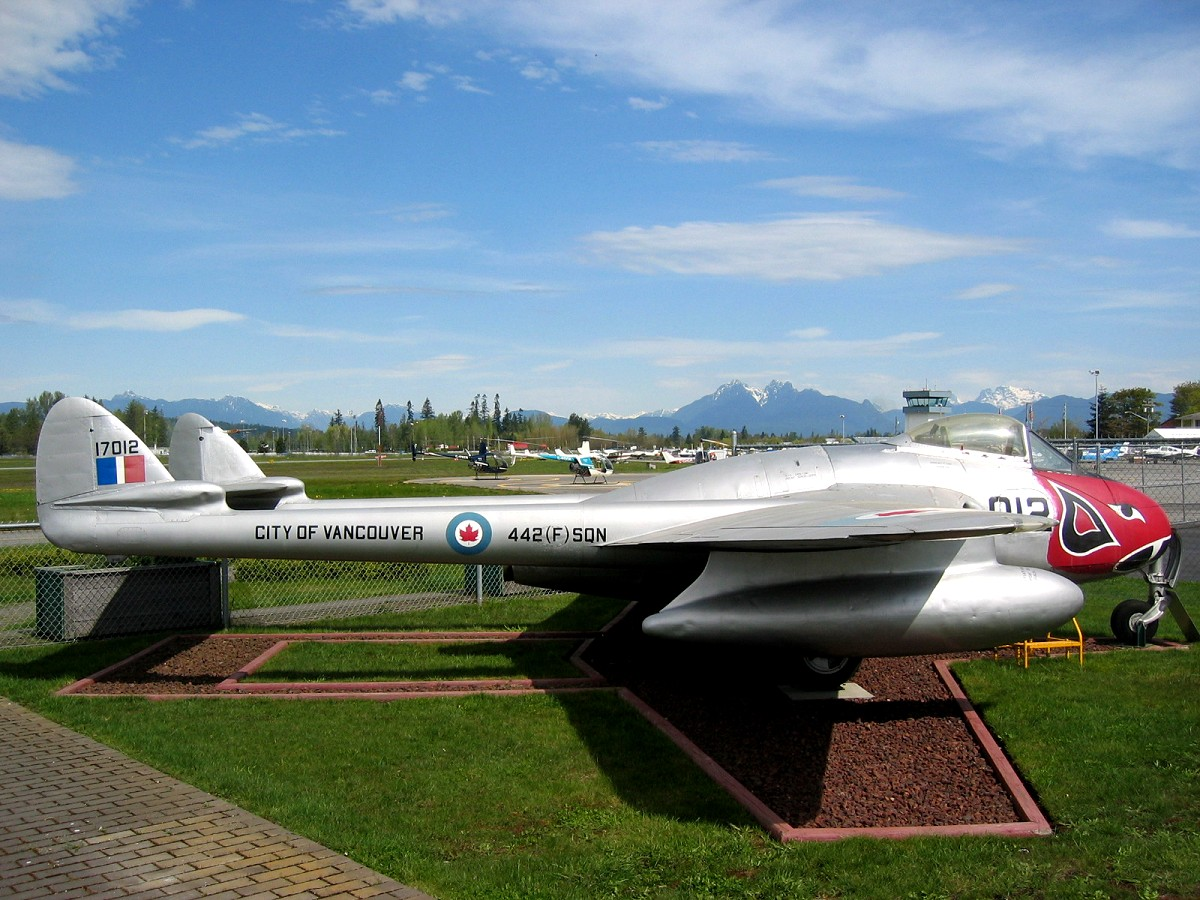
Foto do caça monomotor O De Havilland DH.100 Vampire no Museu Canadense do Voo.

O Museu Canadense do Voo (em francês: Musée de l'aviation du Canada. em inglês: Canadian Museum of Flight  ), é um museu de aviação no Aeroporto Regional de Langley em Langley, Colúmbia Britânica , Canadá.
O museu foi inicialmente estabelecido em 1977 na cidade de Surrey, mas mudou-se para a localização atual em 1996. Sua criação foi um esforço para salvar alguns exemplares de aeronaves canadenses para as gerações futuras verem e desfrutarem, principalmente porque na época muitos exemplares estavam sendo enviados para o exterior.Atualmente a coleção tem mais de 25 jatos civis e militares, aeronaves com motor a pistão, planadores e helicópteros em exibição, seis dos quais foram restaurados à condição de voo. Outras exibições incluem uma galeria de arte de aviação e artefatos de aviação. Além disso, a milhares de peças de equipamento militar, recordações, documentos e peças de aeronaves.
O museu também homenageia a contribuição da província de Colúmbia Britânica para a formação de aviadores na Segunda Guerra Mundial. Milhares de jovens aviadores passaram bases locais da Real Força Aérea Canadiana e da Força Aérea Real a caminho de lutar pela Europa e Ásia.

## Bombardeiro Hampden
O Handley Page Hampden do museu é o último de seu tipo. A aeronave foi usada na patrulha costeira na costa da Colúmbia Britânica na Segunda Guerra Mundial e caiu no mar em 1942. Foi recuperada em 1985 e restaurada ao longo de um período de vinte anos. Inicialmente o Bombardeiro foi armazenado ao ar livre e, em 26 de dezembro de 2008, uma nevasca forte quebrou as longarinas da asa esquerda. Isso fez com que a asa se separasse da fuselagem.

## Coleção

### Aviões
| Aeronave                                             | Serial   |
| ---------------------------------------------------- | -------- |
| Avro Canada CF-100 Canuck                            | 18138    |
| Beechcraft Modelo 18                                 |          |
| Bristol Blenheim                                     |          |
| Canadair CT-114 Tutor                                |          |
| Rutan Quickie                                        |          |
| Conair Firecat                                       |          |
| De Havilland Tiger Moth                              | C1178    |
| De Havilland Vampire                                 | EEP42376 |
| Douglas DC-3                                         |          |
| Fleet Finch                                          | 542      |
| Fleet Canuck                                         | 220      |
| Handley Page Hampden                                 | P5436    |
| North American Harvard                               | 07-144   |
| Lockheed F-104 Starfighter                           |          |
| Lockheed T-33                                        |          |
| Mignet Pou-du-Ciel                                   |          |
| Nelson Dragonfly                                     | 506      |
| Radioplane BTT                                       |          |
| North American P-51 Mustang (replica em escala 2/3)  |          |
| Royal Aircraft Factory S.E.5 (replica em escala 7/8) |          |
| Sopwith Camel (replica)                              |          |
| Sopwith Pup (replica)                                |          |
| Boeing-Stearman Modelo 75                            | 75 523   |
| Waco AQC-6                                           | 4646     |
| Waco INF                                             | 3324     |
| Westland Lysander                                    | 1194     |

### Helicópteros
| Aeronave                | Serial  |
| ----------------------- | ------- |
| Bensen B-8              |         |
| Sikorsky H-19 Chickasaw | 53-4414 |
| Struchen Ultralight     |         |

## Afiliaçōes
O museu é afiliado a Associação de museus canadenses, Rede de informação de patrimônio canadense e ao Museu virtual do Canada.

## Ver Também
- Canada Aviation and Space Museum
- Museu Aeroespacial

## Ligações Externas
- Website do Museu Canadense do Voo (en)